# Cody Eakin
Cody Eakin (Winnipeg, 24 maggio 1991) è un hockeista su ghiaccio canadese.

## Palmarès

### Mondiali
- 1 medaglia:
  - 1 oro (Repubblica Ceca 2015)